# كأس العالم لسباق الدراجات على الطريق للسيدات 2011
كأس العالم لسباق الدراجات على الطريق للسيدات 2011 هو الموسم الرابع عشر من كأس العالم لسباق الدراجات على الطريق للنساء. جدول المسابقات بقي كما العام السابق، وكانت ماريان فوس المنافسة على اللقب.
المتسابقة الهولندية أنيميك فان فليوتن فازت بالتصنيف العام مع انتصارات في ثلاثة أحداث.

## السباقات
| كأس العالم لسباق الدراجات على الطريق للنساء 2011 | كأس العالم لسباق الدراجات على الطريق للنساء 2011 | كأس العالم لسباق الدراجات على الطريق للنساء 2011 | كأس العالم لسباق الدراجات على الطريق للنساء 2011 | كأس العالم لسباق الدراجات على الطريق للنساء 2011 | كأس العالم لسباق الدراجات على الطريق للنساء 2011 | كأس العالم لسباق الدراجات على الطريق للنساء 2011 |
| التاريخ                                          | البلد                                            | السباق                                           | الفائز                                           | الثاني                                           | الثالث                                           |                                                  |
| ------------------------------------------------ | ------------------------------------------------ | ------------------------------------------------ | ------------------------------------------------ | ------------------------------------------------ | ------------------------------------------------ | ------------------------------------------------ |
| 3 أبريل                                          | BEL                                              | طواف فلاندرز للنساء                              | أنيميك فان فليوتن                                | Tatiana Antoshina ‏                               | ماريان فوس                                       |                                                  |
| 27 أغسطس                                         | FRA                                              | GP de Plouay                                     | أنيميك فان فليوتن                                | إيفلين ستيفنز                                    | ماريان فوس                                       |                                                  |
| 20 أبريل                                         | BEL                                              | فليش والون للنساء                                | ماريان فوس                                       | إيما جوهانسون                                    | جوديث أرندت                                      |                                                  |
| 29 يوليو                                         | SWE                                              | Open de Suède Vårgårda TTT ‏                      | HTC-Highroad Women                               | AA Drink-Leontien.nl Cycling Team                | Garmin-Cervélo                                   |                                                  |
| 31 يوليو                                         | SWE                                              | Open de Suède Vårgårda RR ‏                       | أنيميك فان فليوتن                                | إيلين فان دايك                                   | نيكول كوك                                        |                                                  |

## التصنيف النهائي
المصدر:
| التصنيف | المتسابقة               | الفريق                 | النقاط |
| ------- | ----------------------- | ---------------------- | ------ |
| 1       | أنيميك فان فليوتن (NED) | ليف ريسينغ ‏            | 362    |
| 2       | ماريان فوس (NED)        | ليف ريسينغ ‏            | 315    |
| 3       | إيما جوهانسون (SWE)     | تيم كوب هايتك بوردكتس ‏ | 223    |
| 4       | جوديث أرندت (GER)       | HTC–Highroad Women ‏    | 184    |
| 5       | Ina Teutenberg (GER)    | HTC–Highroad Women ‏    | 143    |
| 6       | إيما بولي (GBR)         | Garmin–Cervélo         | 135    |
| 7       | ليزي ديجنان (GBR)       | Garmin–Cervélo         | 117    |
| 8       | كيرستن وايلد (NED)      | AA Drink–leontien.nl   | 108    |
| 9       | Martine Bras (NED)      | إس دي وركس ‏            | 103    |
| 10      | Tatiana Antoshina (RUS) | Gauss                  | 87     |

## وصلات خارجية
- الموقع الرسمي